# Aldermanit
Aldermanit ist ein sehr selten vorkommendes Mineral aus der Mineralklasse der „Phosphate, Arsenate und Vanadate“ mit der chemischen Zusammensetzung [Mg(H2O)6][Na(H2O)2Al3(PO4)2(OH)6]·H2O und damit chemisch gesehen ein komplexes wasserhaltiges Magnesium-Natrium-Aluminium-Phosphat mit zusätzlichen Hydroxidionen.
Aldermanit kristallisiert im orthorhombischen Kristallsystem und findet sich meist in Form faseriger oder flockenartiger Mineral-Aggregate, die eine gewisse Ähnlichkeit mit Talk haben. Selten entwickelt er jedoch auch dünntafelige bis prismatische, radialstrahlig angeordnete Kristalle von wenigen Millimetern Größe. In reiner Form ist Aldermanit farblos und durchsichtig. Durch vielfache Lichtbrechung aufgrund von Gitterbaufehlern oder polykristalliner Ausbildung kann er aber auch weiß erscheinen, wobei die Transparenz entsprechend abnimmt.

## Etymologie und Geschichte
Erstmals entdeckt wurde Aldermanit im Phosphat-Steinbruch „Moculta“ bei Angaston im Barossa Valley in Südaustralien. Die Analyse und Erstbeschreibung erfolgte durch Ian R. Harrowfield, Edgar Ralph Segnit und John. A. Watts, die das Mineral nach Arthur Richard Alderman (1901–1980), dem ehemaligen Professor für Geologie und Mineralogie an der University of Adelaide, benannten. Die chemische Zusammensetzung gaben die Mineralogen mit Mg5Al12(PO4)8(OH)22·nH2O (mit n ≈ 32) an.
Harrowfield, Segnit und Watts sandten ihre Untersuchungsergebnisse und den gewählten Namen 1980 zur Prüfung an die International Mineralogical Association (interne Eingangs-Nr. der IMA: 1980-044), die den Aldermanit als eigenständige Mineralart anerkannte.
Neuere Analysen durch Peter Elliot, Ian E. Grey und Anthony C. Willis, die 2021 publiziert wurden, zeigten allerdings, dass auch Natrium ein essentieller Bestandteil der Formel von Aldermanit ist. Zudem konnte die Kristallstruktur entschlüsselt werden. Chemische Formel und Struktur des Minerals wurden daher neu definiert und diese Neudefinition nach Prüfung durch die IMA (Eingangs-Nr. 20-I) noch im gleichen Jahr anerkannt.

## Klassifikation
Da der Aldermanit erst 1980 als eigenständiges Mineral anerkannt wurde, ist er in der seit 1977 veralteten 8. Auflage der Mineralsystematik nach Strunz noch nicht verzeichnet.
Im zuletzt 2018 überarbeiteten und aktualisierten Lapis-Mineralienverzeichnis nach Stefan Weiß, das sich aus Rücksicht auf private Sammler und institutionelle Sammlungen noch nach dieser alten Form der Systematik von Karl Hugo Strunz richtet, erhielt das Mineral die System- und Mineral-Nr. VII/D.17-010. In der „Lapis-Systematik“ entspricht dies der Klasse der „Phosphate, Arsenate und Vanadate“ und dort der Abteilung „Wasserhaltige Phosphate, mit fremden Anionen“, wo Aldermanit als einziges Mitglied die unbenannte Gruppe VII/D.17 bildet.
Die von der International Mineralogical Association (IMA) zuletzt 2009 aktualisierte 9. Auflage der Strunz’schen Mineralsystematik ordnet den Aldermanit ebenfalls in die Abteilung der „Phosphate usw. mit zusätzlichen Anionen; mit H2O“ ein. Diese ist allerdings weiter unterteilt nach der relativen Größe der beteiligten Kationen und dem Stoffmengenverhältnis der weiteren Anionen (OH etc.) zum Phosphat-, Arsenat- bzw. Vanadatkomplex (RO4), so dass das Mineral entsprechend seiner Zusammensetzung in der Unterabteilung „Mit ausschließlich mittelgroßen Kationen; (OH usw.) : RO4 = 3 : 1“ zu finden ist, wo es als einziges Mitglied die unbenannte Gruppe 8.DE.35 bildet.
Auch die vorwiegend im englischen Sprachraum gebräuchliche Systematik der Minerale nach Dana ordnet den Aldermanit in die Klasse der „Phosphate, Arsenate und Vanadate“ und dort in die Abteilung der „Wasserhaltigen Phosphate etc., mit Hydroxyl oder Halogen“ ein. Hier ist er als einziges Mitglied in der unbenannten Gruppe 42.13.01 innerhalb der Unterabteilung der „Wasserhaltigen Phosphate etc., mit Hydroxyl oder Halogen“ zu finden.

## Kristallstruktur
Aldermanit kristallisiert in der monoklinen Raumgruppe P21/c (Raumgruppen-Nr. 14) mit den Gitterparametern lauten a = 13,524(3) Å; b = 9,958(2) Å; c = 7,013(1) Å und β = 97,40(3)° sowie zwei Formeleinheiten pro Elementarzelle.

## Bildung und Fundorte
Aldermanit bildet sich sekundär als Verwitterungsprodukt von Fluellit in Hohlräumen von Brekzien in sedimentären Phosphat-Lagerstätten.
Außer an seiner Typlokalität, dem Moculta-Phosphat-Steinbruch, konnte Aldermanit bisher (Stand: 2023) noch in dem ebenfalls bei Angaston gelegenen Penrice-Marmor-Steinbruch in den South Mountain Lofty Ranges gefunden werden. Daneben trat das Mineral noch in „Tom's Phosphat-Steinbruch“ und „St John's Steinbruch“ bei Kapunda sowie im „Fairview-Steinbruch“ bei Robertstown in den North Mountain Lofty Ranges in South Australia auf.